# 벨기에 왕자 가브리엘
벨기에 왕자 가브리엘(프랑스어: Gabriel Baudouin Charles Marie, 네덜란드어: Gabriël Boudewijn Karel Maria, 2003년 8월 20일 ~ )은 벨기에의 국왕인 필리프와 그의 아내 마틸드 왕비와의 사이에서 태어난 둘째 아이이자 첫 아들이다. 또한 벨기에의 전임 국왕 알베르 2세와 파올라 왕비의 손자이기도 하다. 가브리엘 왕자는 현재 누나 엘리자베트 공주에 이어 벨기에의 왕위 계승 순위 2위이다.